# 2-甲氧基雌酮
2-甲氧基雌酮（英語：2-Methoxyestrone，缩写2-ME1）是一种内源性的甲氧基化的儿茶酚雌激素和雌酮的代謝產物，可由儿茶酚-O-甲基转移酶催化中间体2-羟基雌酮生成。2-甲氧基雌酮对雌激素受体只有很低的亲和力，缺少雌激素效应，这一点和雌酮不同，但和2-羟基雌酮、2-甲氧基雌二醇类似。